# Deverra scoparia
Deverra scoparia är en växtart i släktet Deverra och familjen flockblommiga växter.
Arten är en mindre buske som förekommer i nordvästra Afrika, från Mauretanien i sydväst till Libyen i nordost. Den beskrevs av Ernest Saint-Charles Cosson och Michel Charles Durieu de Maisonneuve 1855. Utöver nominatformen erkänns även underarten Deverra scoparia subsp. tripolitana.